# Théocratie à Florence

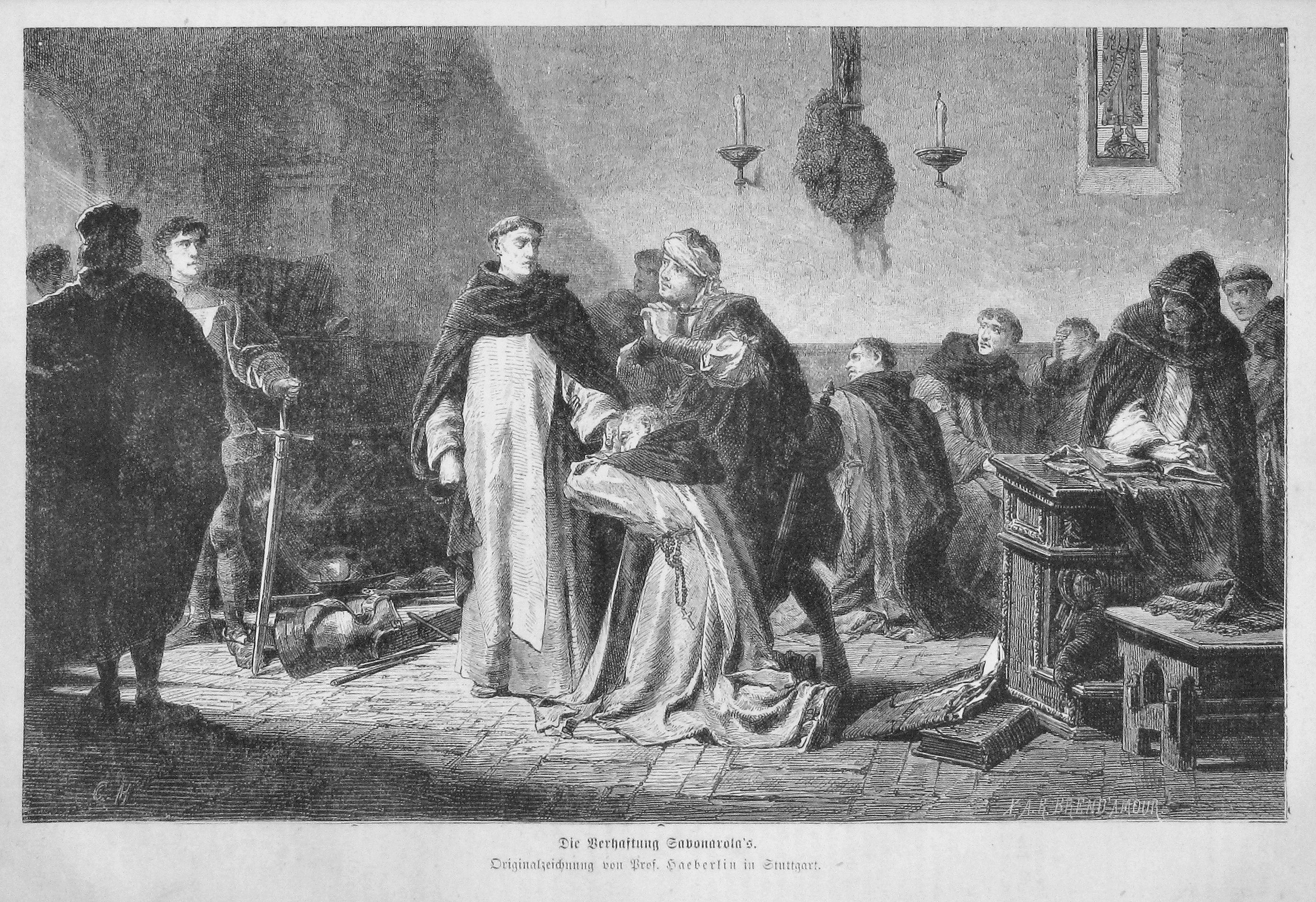
Savonarole au pouvoir à Florence.

Le Gouvernement théocratique est un régime politique décrit comme une « république chrétienne et religieuse » instauré à Florence de 1494 à 1498. Sa figure la résumant est l'accession au pouvoir du dominicain Savonarole, qui en a chassé la dynastie des Médicis, qui y régnait depuis 1469.

## Gouvernement théocratique (1494-1498)

### Historique
À la suite des revendications françaises sur le trône de Naples, le roi de France Charles VIII envahit l’Italie (Première guerre d’Italie (1494-1497).

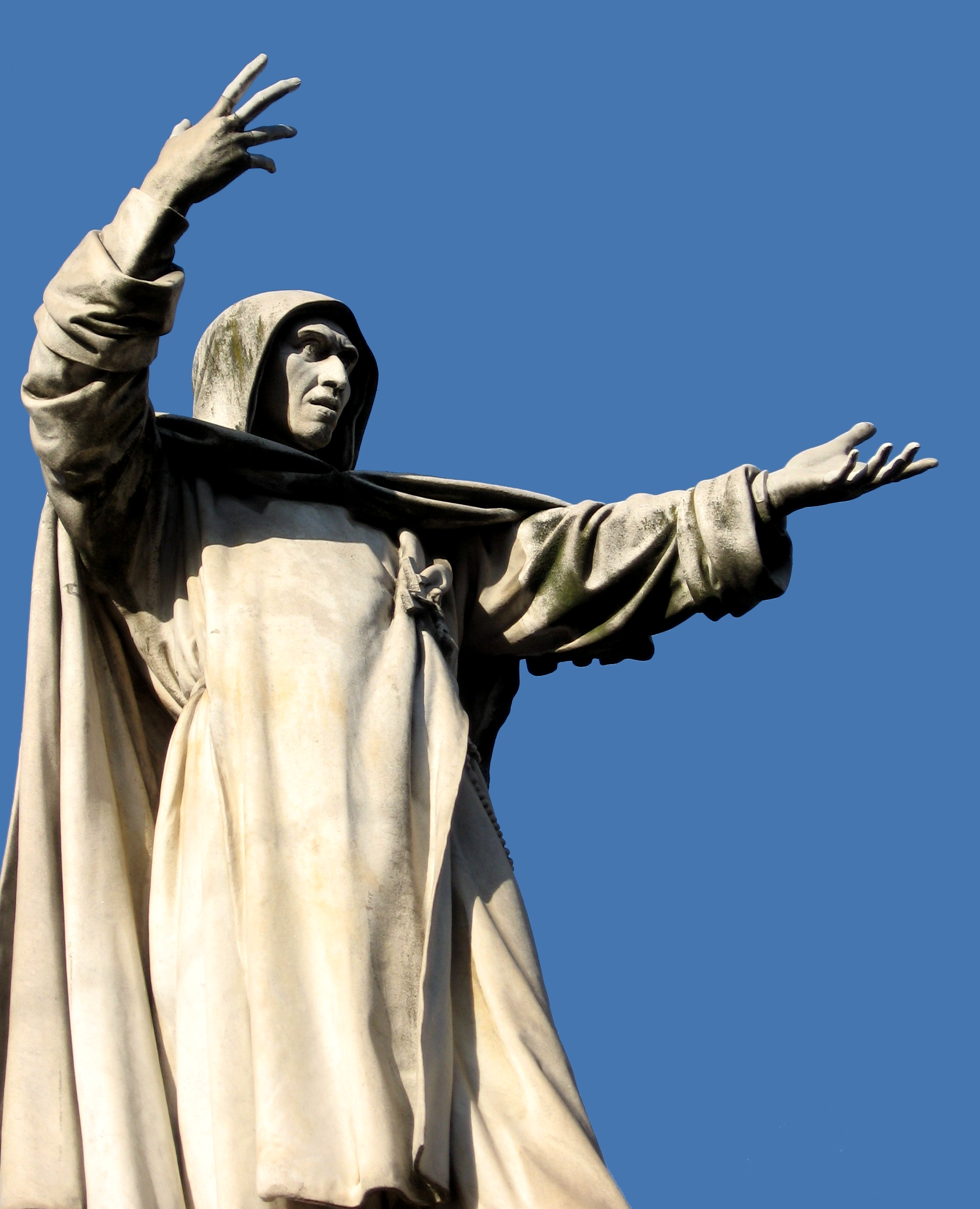
Savonarole en prêche.

En 1494, à Florence, les Médicis sont renversés par la conquête française qui provoque de fait la chute de la République florentine.
Savonarole, alors principal opposant des Médicis, rencontre le roi de France, négocie les conditions de la paix et évite le sac de la ville.
Les Florentins sont autorisés par le roi de France à choisir leur propre mode de gouvernement. Savonarole devient alors dirigeant de la cité et institue un régime qu'il décrit comme une « république chrétienne et religieuse ». Il maintient l'opinion publique de la cité sous sa coupe par des prêches enfiévrés où il relate ses visions de chevaliers antiques traversant les nuages, annonciateurs de l'avènement d'un nouvel âge céleste pour Florence. Subjugués, les Florentins n'osent contredire ses édits.
Savonarole doublait de plus ces récits d'une rhétorique comme tombée du ciel, le plaçant en position d'intercesseur : « Il m'a été donné de voir que... ».
En décembre 1494, sous la pression des sermons de Savonarole, un Grand conseil est instauré. C'est la plus haute instance de souveraineté avec un nombre de membres élargi.
Les pamphlets violents contre les Médicis, auxquels il reproche d'être corrompus, contribuent à l’expulsion de Pierre de Médicis par les Florentins en 1495.

### Premières décisions notables
- Instauration du Grand conseil.
- La sodomie, auparavant punie d’amende, est désormais passible de la peine de mort.
- Modification du système d’imposition pour le rendre plus juste.
- Abolition de la torture.
- Renforcement des lois contre l'usure.
- Instauration d'une cour d’appel.
- Mise en place d'un système de secours aux pauvres.
- L'ascétisation des œuvres d'art religieuses et notamment une représentation juive traditionnelle conforme de la Vierge Marie respectant le tsniout plutôt que des peintures originales mettant en valeur des atours[1].

### Mise en place d'unedictature théocratique
Savonarole s'impose comme le chef politique de la cité, où il exerce une dictature théocratique proclamant Jésus-Christ « roi du peuple florentin ».

#### Moyens

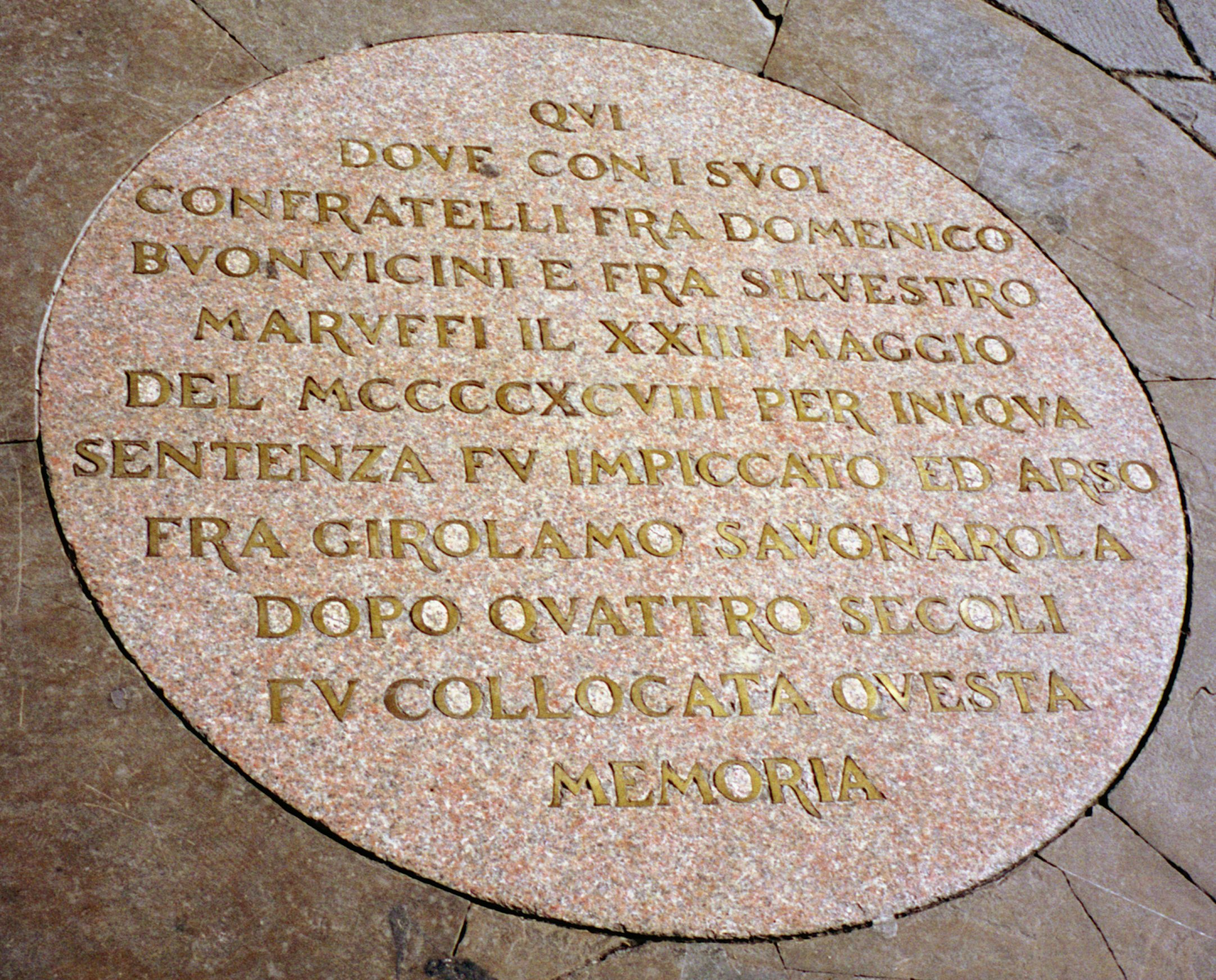
Plaque commémorant le lieu de l'exécution de Savonarole sur la Piazza della Signoria, à Florence.

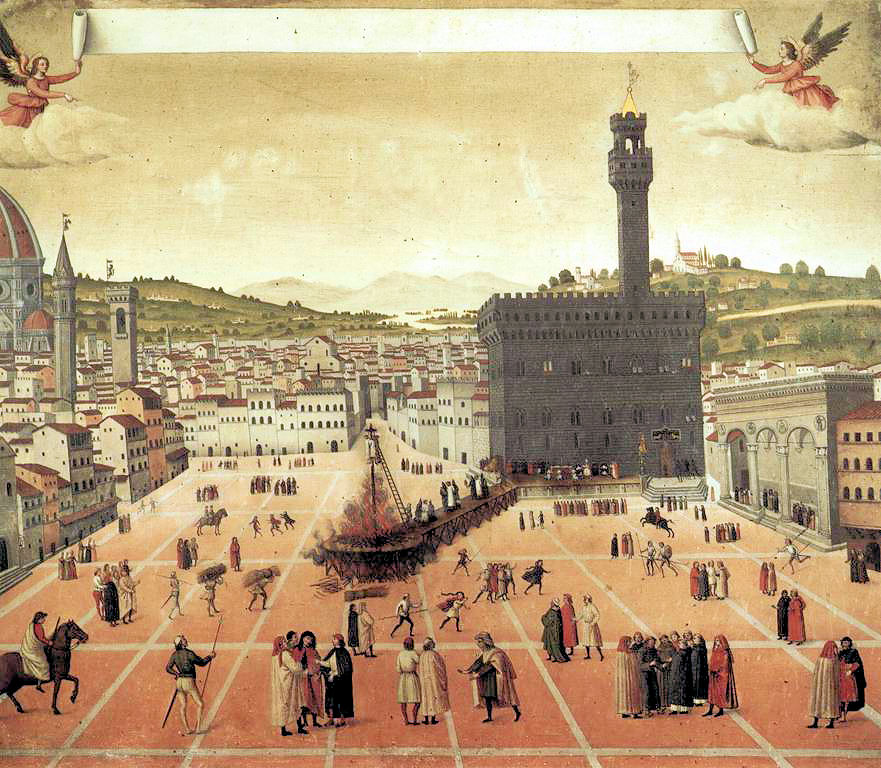
Peinture anonyme représentant le bûcher de Savonarole sur la Piazza della Signoria en 1498.

- Pamphlets violents contre les Médicis, auxquels il reproche d'être corrompus.
- Expulsion de Pierre de Médicis par les Florentins en 1495.
- Prise en main de la jeunesse : les jeunes adolescents, revêtus de robes blanches, parcourent les rues pour inciter les Florentins à l’aumône et à la charité (de plus en plus forcée).
- Formation de milices ayant pour mandat de pénétrer à l’improviste chez les particuliers pour s’assurer de leur comportement dans leur vie privée.
- Mise en place des bûchers des Vanités (1497). Des jeunes garçons sont envoyés de porte en porte pour collecter tous les objets liés à la corruption spirituelle : miroirs, cosmétiques, les images licencieuses, les livres non-religieux, les jeux, les robes les plus splendides, les nus peints sur les couvercles des cassoni, les livres de poètes jugés immoraux, comme les livres de Boccace et de Pétrarque. Ces objets sont brûlés sur un vaste bûcher de la Piazza della Signoria. Des chefs-d’œuvre exceptionnels de l’art florentin de la Renaissance ont ainsi disparu dans le bûcher, y compris des peintures de Sandro Botticelli, que l’artiste avait apportées lui-même pour les remettre aux flammes.

### Le déclin et la fin
Savonarole a alors pour principaux ennemis le duc de Milan Ludovic Sforza, opposé au roi de France, ainsi que le pape Alexandre VI.
Les Florentins se lassent des excès de Savonarole et, lors du sermon de l'Ascension du 4 mai 1497, des bandes de jeunes déclenchent une émeute dégénérant en révolte : les tavernes rouvrent, les jeux reprennent publiquement.
Le 23 mai 1497, le pape Alexandre VI excommunie Savonarole. Par la suite, en 1498, il sera accusé d’hérésie, de prophétisme, de sédition et d’erreur religieuse.
Savonarole a perdu toute crédibilité depuis qu'il a refusé de se soumettre à une disputatio que réclamaient ses partisans pour lui permettre de prouver sa bonne foi. En avril 1498, il est mis en prison et soumis à l'autorité inquisitoriale pendant 50 jours, un représentant spécial étant venu de Rome.
Soumis à la torture, Savonarole reconnaît qu'« il n'est pas prophète », mais il rétracte par la suite cet aveu, en mai, devant la Commission pontificale. Il persiste à se dire « messager de Dieu, envoyé par Dieu ». Torturé une seconde fois, il avoue tout ce qu'on voulait de lui. Il est alors condamné à la pendaison et au bûcher pour hérésie, prophétisme, sédition et « enseignement faux et corrupteur » : son exécution a lieu le 23 mai 1498, à Florence.
En 1512, les Médicis reprennent le contrôle de la ville.
L'opposition de Savonarole à l'incurie de la papauté catholique entre les mains des Borgia, ainsi que sa critique acerbe des pratiques éludant la foi au profit du commerce des indulgences, furent considérées comme annonciatrices de la Réforme protestante qui provoqua le schisme vingt ans plus tard.